# クチャ市

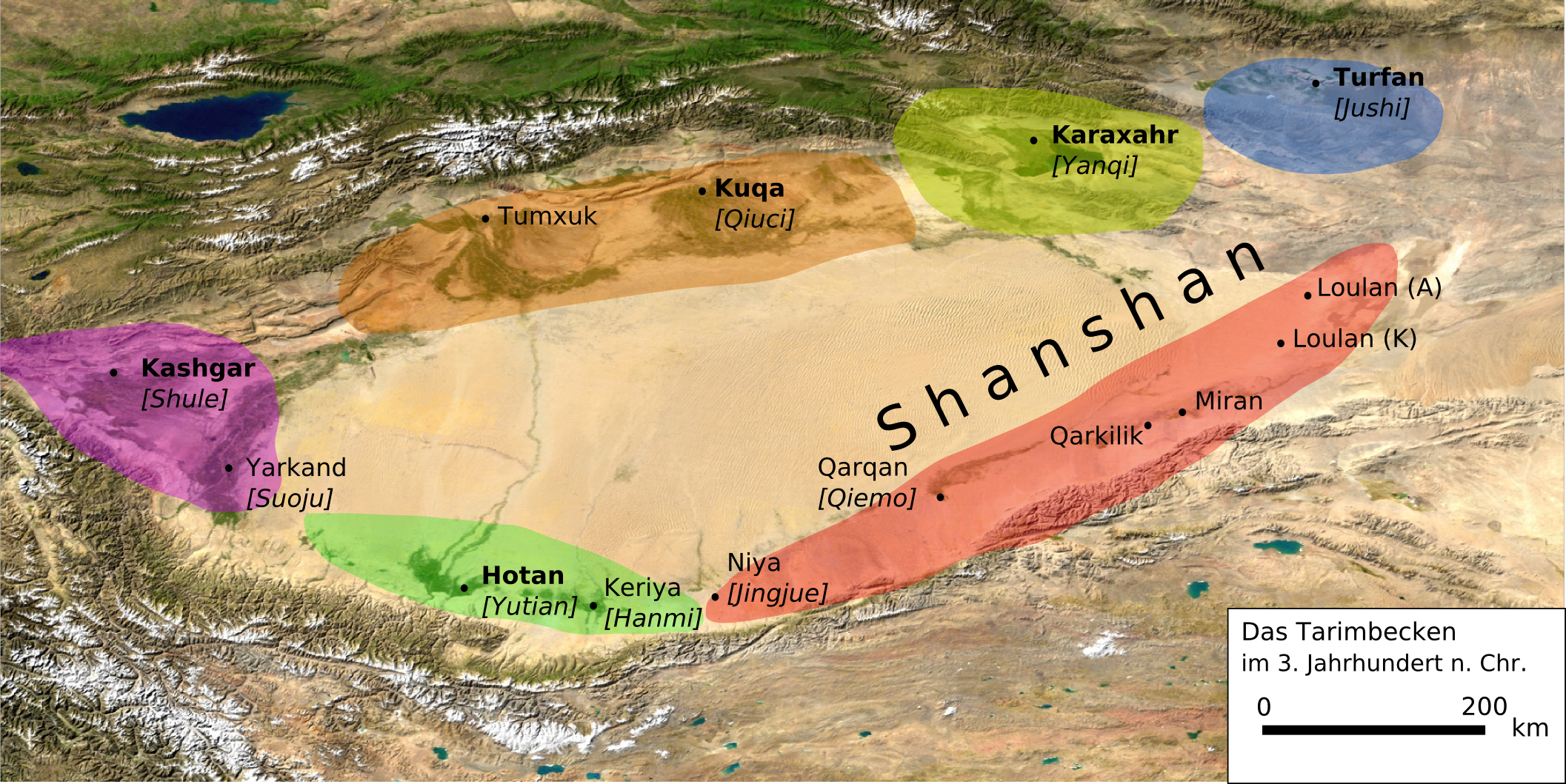
3世紀のタリム盆地。盆地北部の茶色部分（Kuqa）が亀茲

クチャ市（クチャし、漢名：庫車市）は、中華人民共和国新疆ウイグル自治区アクス地区に位置する県級市。シルクロード（天山南路）のルート上にあって、古代オアシス都市国家亀茲国の栄えた地であり、歌舞の郷と称される。
石油や天然ガスが豊富な、西部大開発の重要な基地である。

## 地理
天山山脈南麓、タリム盆地北縁、新疆ウイグル自治区中部に位置する。アクス地区東部を占め、西は同地区のトクス（新和）県、シャヤール（沙雅）県に、東はバインゴリン・モンゴル自治州のブグル（輪台）県、和静県、ロプノール（尉犁）県に隣接する。温帯大陸性気候に属し、年平均気温は11.4℃、年平均降水量は64.5mm、無霜期間は266日、全国で年平均晴天日数の最多都市である。

## 歴史

### 漢代
紀元前176年頃、月氏が匈奴に敗れ、亀茲国を含む西域二十六国は匈奴に併合される。
前漢の武帝（在位：前141年 - 前87年）の時代になると、匈奴の力が衰え、河西回廊からタリム盆地は前漢の支配下となり、亀茲国も漢の朝貢国となる。
新の王莽が死ぬと、しばらく西域と中国との交通は途絶えた。
後漢の時代に入ると、後漢はしばらく西域運営に着手できず、亀茲国を始めとする西域諸国は再び匈奴の支配下に置かれた。91年、後漢の班超は西域を平定し、西域都護となる。以降、再び西域諸国は中国の支配下に入るが、後漢末の動乱期（いわゆる三国時代）に入ると、再び西域との国交が途絶える。

### 魏晋南北朝時代
三国時代が西晋によって統一されると、亀茲国はまた中国王朝に朝貢するようになるが、魏晋南北朝の動乱期にあって漢代ほどの国交は結ばれなかった。
五胡十六国時代、前秦の苻堅は北中国（華北）を統一すると、382年に呂光を西域へ派遣し、三十余国を支配下に置いた。この時、亀茲国の仏僧である鳩摩羅什（クマーラジーヴァ）が呂光によって捕えられた。
南北朝時代、北魏の侵攻（445年）や、柔然の侵攻（470年頃）があり、その都度、大国の支配下に置かれたが、朝貢は絶えずおこなわれた。
555年、柔然が突厥によって滅ぶと、亀茲国は代わって突厥の支配下に入り、王はイルテベル（頡利発、俟利発、Iltäbär）やイルキン（俟斤、Irkin）といった称号を帯び、トゥドゥン（吐屯、Tudun）と呼ばれる突厥から派遣された監察官の監視下で貢納をおこなったが、一方で中国王朝にも朝貢をした。582年、突厥が内部紛争によってアルタイ山脈を境に東西に分裂すると、西域諸国は西突厥に属すこととなる。

### 唐代
640年、唐は西域の高昌国（現在のトルファン）を滅ぼすと、そこに西州都護府を設置し、西域支配を始める。唐はさらに焉耆国・亀茲国も征服すると、亀茲城に安西都護府を設置した（648年）。
670年以降、チベットの吐蕃の侵攻が相次ぎ、787年には吐蕃の支配下となる。

### 天山ウイグル時代
840年、モンゴル高原の回鶻（ウイグル帝国）が瓦解し、その一部がタリム盆地に移り住み、天山ウイグル王国（西州回鶻、高昌回鶻）を建設した。そのうち旧亀茲国の回鶻を亀茲回鶻と呼ぶが、これも天山ウイグル王国の一部である。天山ウイグル王国では仏教を信奉し、ウイグル語やウイグル文字が発展した。

### カラハン朝時代
11世紀の半ば、クチャはテュルク系イスラム王朝のカラハン朝の支配を受ける。

### 西遼時代
12世紀、金に追われた契丹族の耶律大石がこの地へやって来て、天山ウイグル王国を服属させ、東カラハン朝を滅ぼして西遼（カラ・キタイ）を建国したが、1211年にチンギス・カンに追われたナイマン族のクチュルクによって西遼は乗っ取られた。

### モンゴルの時代
1218年にチンギス・カンに征服され、モンゴル帝国の一部となる。
その後、モンゴル帝国の領地が分配されるに当たり、この西遼の故地はチンギス・カンの次男チャガタイに与えられた。のちに帝国が分裂して成立するチャガタイ・ハン国の領土はほぼ西遼のそれに合致する。
チャガタイ・ハン国はパミール高原をはさんで東西に分裂し、クチャの属する東側は別名モグーリスタン・ハン国と呼ばれ、モンゴルの伝統を重んじる国家であったが、一時的に西チャガタイ・ハン国から台頭したイスラム王朝のティムール朝に従属する。モグーリスタン・ハン家はこれ以降も存続したが、15世紀の前半になると、ジョチ・ウルスの流れを汲むウズベク、カザフという二大遊牧集団に圧迫され、モグーリスタンの王族や諸部族は次第に南遷してタリム盆地のオアシスに移り、かつてのチャガタイ人（西チャガタイ・ハン国）と同様に定住化・テュルク化していった。
16世紀、チャガタイの末裔の王族たちはヤルカンド・ハン国を形成してタリム盆地西部のオアシスの支配者になっていたが、次第に政治の実権はイスラム神秘主義教団のホージャたちに奪われていった。1680年、タリム盆地全域がチベット仏教徒の遊牧部族ジュンガルによって支配されたため、チャガタイ家系のハンによる政権は消滅した。

### 清朝の支配
1755年、清の乾隆帝はモンゴル軍と満州軍を動員した大軍をジュンガルに進軍させ、わずか100日でタリム盆地に逃げ込んだダワチを捕獲し、ジュンガル帝国を滅ぼした。清朝は1759年、ジュンガルの旧地を「新たな境域」という意味で「新疆」と名付け、その版図に加えた。新疆の最高権力者は総統伊犁等処将軍（略して伊犁将軍）といい、代々宗室を含む満州族の有力者のみが任命され、イリ河畔の恵遠城に常駐した。

### 回民の反乱
1862年春、四川から陝西に侵入しようとした太平天国軍に備えるために動員された回民（ホイミン：漢語を話すムスリム）の団練（民間武装組織）が漢人の団練と衝突した事件をきっかけに、渭水盆地の全域は漢・回の相互殺戮に巻き込まれた。「洗回」と称する、平穏を保っていた回民に対する虐殺事件があちこちで発生し、逆に回民側が、洗回が来るという噂を流して先に蜂起した場合もあった。これら、回民の反乱は翌年（1863年）に甘粛、その翌年（1864年）に新疆へと飛び火した。
1864年6月、クチャの回民が一部の現地ムスリムと協同して官署を襲撃したのをきっかけに、反乱はごく短期間のうちに新疆全土におよんだ。イリの恵遠城とカシュガルの満城の籠城はやや長期に及んだが、各地の駐屯軍は数カ月もしないうちに壊滅した。クチャの蜂起者たちはトゥグルク・ティムール・ハーンを改宗させた聖者の子孫であると信じられていたラーシディーン・ホージャをハーンに推戴した。彼は霊的能力を宣伝し、教団組織を動員して人員と物資を集め、他のオアシスへの遠征軍を組織した。その軍勢は東のハミから西のヤルカンドまで遠征したが、これらの地方を完全に掌握するには至らなかった。

### ヤークーブ・ベク政権
カシュガルを掌握したコーカンドの軍人ヤクブ・ベクは、ヤルカンド・ホータン・クチャ・ウルムチの勢力を順次征服し、1870年には天山以南の地域（タリム盆地）をほぼ支配下に置いた。
1875年、清朝は左宗棠を新疆遠征の総司令に任命すると、まずウルムチを占領し、1877年4月にはウルムチから天山南路への関門であるダバンチェンの峠でヤークーブの勢力に大打撃を与えた。その約一ヶ月後、ヤークーブ・ベクはコルラにおいて急死（服毒自殺説有）し、その国家はあっけなく瓦解した。
清朝は改めて新疆を統治すべく、今までの旗人軍政官ではなく、漢人官僚にその統治を委ね、1884年に省制を施行し、1886年までに検地を完了させた。イリ将軍は名目的存在となり、ウルムチに駐屯する新疆巡撫が最高権力者となった。

### 中華民国・新疆省政府
1911年に辛亥革命が起こると、新疆の漢人の間でも哥老会に浸透した革命派が反乱を起こした。イリの革命派は、前イリ将軍の広福を担いで軍事政権を樹立した。これに対し、新疆省長の袁大化は、楊増新の政治経験と軍事力を見込んで、彼を提刑按察司に任命し、ムスリム兵士の訓練にあたらせた。後に袁大化が新疆を追われた際に楊増新は督軍に推薦され、ハミのムスリム反乱や、各地の哥老会や農民の反乱の鎮圧にあたった。
一方で楊増新は、イリの革命政府と和平交渉を行い、巧みにイリ政権を自勢力に取り込んだ。楊増新は新疆の実権を掌握し、北洋政府から新疆省の支配権を認められた。1928年には、南京国民政府から新疆省長に任命された。こうして楊増新は事実上新疆を独裁的に統治し、反対派を弾圧した一方で、清朝時代の統治制度を維持し、17年間新疆に政治的安定をもたらした。

### 東トルキスタン・イスラーム共和国
1928年7月7日、楊増新は当時の軍務庁長、外交署長であった樊耀南らにより暗殺された。楊増新の腹心であった金樹仁は樊耀南をすぐさま逮捕・処刑すると、新たな新疆省主席兼軍司令となって権力を掌握した。彼はムスリムに対して圧力を加えた政策をおこない、ハミ（1931年）やトルファン（1932年）の反乱を招いた。
1933年2月、タリム盆地南辺のホータンではマドラサの教師であったムハンマド・アミーン・ブグラが秘密裏に組織していた革命グループを動員して蜂起し、漢人官僚を一掃して新政府を樹立した。この政府はホータンの一宗教指導者を「王」に戴き、サービト・ダーモッラーをシャイフ・アル・イスラーム（首長）に、ムハンマド・アミーン・ブグラをアミール・アル・イスラーム（将軍）に任命し、イスラーム法に基づく統治を実施しようとした。この勢力はホータンからヤルカンド、カシュガルへ進軍し、1933年11月、サービト・ダーモッラーによって「東トルキスタン・イスラーム共和国」の成立が宣言された。共和国の総統にはハミの反乱指導者であったホージャ・ニヤーズを推戴し、サービト・ダーモッラーは首相となった。
同じ頃、トルファンを占領していた甘粛のムスリム軍閥である馬仲英はウルムチに迫ろうとしていたが、ウルムチの盛世才がソ連軍を招いて撃退したため（1934年1月）、西へ逃れて東トルキスタン・イスラーム共和国を壊滅させ、ソ連と交渉してソ連に亡命した。共和国の総統であったホージャ・ニヤーズはソ連の使者と接触し、自らが新疆省の副主席に就任するとの約束とひきかえに、首相であるサービト・ダーモッラーを捕縛して新疆省政府に引き渡した。

### 中華人民共和国
2025年2月5日午前7時42分に当該市でマグニチュード5.0の地震が発生し、死傷者の報告はなかった。

## 行政区画
4街道、8鎮、6郷を管轄：
- 街道弁事処：熱斯坦街道、薩克薩克街道、新城街道、東城街道
- 鎮：ウチャル鎮（烏恰鎮）、アラカガ鎮（阿拉哈格鎮）、チメン鎮（斉満鎮）、デョンコタン鎮（墩闊坦鎮）、ヤカ鎮（牙哈鎮）、ウズン鎮（烏尊鎮）、イシハラ鎮（依西哈拉鎮）、二八台鎮
- 郷：ユチョステン郷（玉奇吾斯塘郷）、ビイシバグ郷（比西巴格郷）、ハニカタム郷（哈尼喀塔木郷）、アキョステン郷（阿克吾斯塘郷）、アギ郷（阿格郷）、タリム郷（塔里木郷）

## 経済
クチャの水土光熱資源は豊かである。特にタリムの石油・天然ガス開発と西気東輸工程の重要な基地である。 天然ガス埋蔵量は2兆m³でタリム盆地で発覚した埋蔵量の90％以上を占め、原油の埋蔵量は7億tで発覚している埋蔵量の70％以上を占める。 すでに採掘の始まっている油田・ガス田には雅克拉、塔河、東河塘、牙哈、伊奇克里克、大澇壩、依南、依深、迪那2、亜肯背斜などがある。発見された石炭資源埋蔵量は15.6億tに達する。岩塩の埋蔵量は36億tに達する。全県耕地面積は79万ムー、可墾荒地は約350万ムー。

## 交通
南疆の航空、鉄道、幹線道路が相交わり旅客、貨物の集散地となっている。クチャ空港（庫車亀茲機場）からはウルムチ、アクスへの直行便が出る。南疆鉄路が県域を横断し、石油・石炭運搬用専用線につながる。吐和高速道路、G314国道が市内を横断、G217国道が市内を縦断している。

## クチャ鎮
クチャ鎮（漢名：亀茲鎮）はクチャ県の東端にある県庁所在地で、アクス地区でもアクス市に次ぐ第二の町である。町の総面積は14,528.74平方メートルで、総人口は470,600人で（2013年）、ウイグル族、漢族、回族、蒙古族など14民族が暮らす。町はタリム盆地石油・ガス開発の中心地で、「西気東輸」の出発点に当たる。 町の中心はクチャ駅（库车站）の南側にある。

## 遺跡
クチャ市は国家歴史文化名城に指定されており、クチャ鎮は以下の観光地への出発点である。
- スバシ故城
- キジルガハ石窟
- クムトラ石窟（クムトラ千仏洞）
- アアイ石窟
- シムシム石窟

## 参考資料
- 『漢書』（西域伝）
- 『後漢書』（西域伝）
- 『三国志』『魏略』西戎伝
- 『晋書』（四夷伝 西戎）
- 『魏書』（第九十 西域）
- 『周書』（列伝第四十二 異域下）
- 『隋書』（列伝第四十八 西域）
- 『北史』（列伝第八十五 西域）
- 『旧唐書』（列伝第一百四十八 西戎）
- 『新唐書』（志第三十 地理四、列伝第一百四十六上 西域上）
- 『宋史』（列伝第二百四十九 外国六）
- 玄奘『大唐西域記』（水谷真成訳、平凡社、1999年）
- 山田信夫『北アジア遊牧民族史研究』（東京大学出版会、1989年、ISBN 4130260480）
- 小松久男『世界各国史4 中央ユーラシア史』（山川出版社、2005年、ISBN 463441340X）

北緯41度43分 東経82度58分 / 北緯41.717度 東経82.967度座標: 北緯41度43分 東経82度58分 / 北緯41.717度 東経82.967度